# Gagea jispensis
Gagea jispensis là một loài thực vật có hoa trong họ Liliaceae. Loài này được Ali & Levichev mô tả khoa học đầu tiên năm 2007.